# 瑞穂町 (島根県)
瑞穂町（みずほちょう）は、かつて島根県の中南部、広島県と境を接した町。邑智郡に属した。
2004年（平成16年）10月1日、石見町、羽須美村との合併により邑南町となり廃止した。

## 特色
- 青少年旅行村がある。

## 歴史
- 1889年（明治22年）4月1日 - 町村制の施行により、出羽村・三日市・山田村・淀原村・岩屋村・久喜村・大林村の区域をもって出羽村（いずわむら）が発足。
- 1955年（昭和30年）4月15日 - 出羽村が高原村・田所村と合併し、改めて出羽村が発足。
- 1957年（昭和32年）
  - 3月10日 - 出羽村が布施村の一部（大字八色石・布施）を編入（布施村の残部は大和村の一部となる）。
  - 8月1日 - 出羽村が町制施行・改称して瑞穂町となる。
- 1958年（昭和33年）
  - 4月1日 - 大字上田所の一部（高水地区）を石見町に編入（現・邑南町高水）。
  - 10月20日 - 市木村の一部（1 - 964、1226 - 2270、4486 - 4521、4523 - 6241の90、6241の93 - 6735、6788 - 6799、8079）を編入（市木村の残部は那賀郡旭村に編入。それぞれ現在の邑南町市木・浜田市旭町市木）。
- 2004年（平成16年）10月1日 - 羽須美村・石見町と合併して邑南町が発足。同日瑞穂町廃止。

## 教育

### 保育園
- 市木保育園
- 高原保育園
- 出羽保育園
- 東光保育園

### 小学校
- 瑞穂町立市木小学校
- 瑞穂町立瑞穂小学校
- 瑞穂町立高原小学校

### 中学校
- 瑞穂町立瑞穂中学校

現在は瑞穂町立のものは邑南町立となっている。

## 交通

### 鉄道
旧町内を走る鉄道はない。

### 道路

#### 高速道路
- 浜田自動車道：瑞穂IC

#### 国道
- 国道261号

#### 県道
- 主要地方道
  - 島根県道5号浜田八重可部線
  - 島根県道6号吉田瑞穂線（現・島根県道6号吉田邑南線）
  - 島根県道7号浜田作木線
  - 島根県道31号仁摩瑞穂線（現・島根県道31号仁摩邑南線）
  - 島根県道50号田所国府線
  - 島根県道55号瑞穂赤来線（現・島根県道55号邑南飯南線）

- 一般県道
  - 島根県道293号高見出羽線